# Riccardo Migliori
Riccardo Migliori (ur. 7 marca 1952 we Florencji) – włoski polityk, w latach 1996-2013 członek Izby Deputowanych, w latach 2012-2013 przewodniczący Zgromadzenia Parlamentarnego Organizacji Bezpieczeństwa i Współpracy w Europie (OBWE).

## Życiorys
Jest z wykształcenia prawnikiem, pochodzi z Toskanii, gdzie zasiadał we władzach regionu. Po raz pierwszy został wybrany do parlamentu w roku 1996 jako kandydat Sojuszu Narodowego. W wyborach w latach 2001 i 2006 uzyskiwał reelekcję. Po raz czwarty został wybrany w skład Izby w 2008 roku, tym razem w barwach Ludu Wolności. W tym samym roku został przewodniczącym włoskiej delegacji do Zgromadzenia Parlamentarnego OBWE.
Na forum Zgromadzenia pełnił stanowiska sprawozdawcy Komisji ds. Politycznych i Bezpieczeństwa, był również wiceprzewodniczącym Zgromadzenia. W 2012 został wybrany na przewodniczącego Zgromadzenia. Musiał zrezygnować z tego stanowiska jeszcze przed upływem swojej dwuletniej kadencji, w roku 2013, ponieważ nie zdecydował się kandydować we włoskich wyborach parlamentarnych na kolejną kadencję, zaś członkami Zgromadzenia mogą być wyłącznie urzędujący posłowie z państw członkowskich OBWE.